# Küss mich, wenn du willst
Küss mich, wenn du willst (Originaltitel: Embrassez qui vous voudrez) ist ein französischer Spielfilm von Michel Blanc aus dem Jahr 2002. Er basiert auf dem Roman Summer Things von Joseph Connolly.

## Handlung
Zwei befreundete Paare fahren in ihrem Urlaub in den Badeort Touquet. Das eine Paar ist reich, das andere arm; doch der Vater versucht das zu verstecken. Es entwickeln sich mehrere Affären.
Elizabeth und Bertrand sind typische Vertreter der Pariser Gesellschaft. Hinter der Fassade einer perfekten Ehe stehen jedoch Unzufriedenheit und Langeweile. Er ist ein erfolgreicher Immobilienmakler, der hinter dem Rücken seiner Frau sich häufig mit viel jüngeren Frauen oder Männern amüsiert. Sie leidet unter dem erdrückenden, ereignislosen Leben einer Hausfrau und freut sich deshalb auf einen Familienurlaub an der See mit Tochter Emily. Bertrand zieht sich in letzter Minute zurück und schickt an seine Stelle Julie, Elizabeths beste Freundin, die aber auch zu seinen früheren Geliebten gehört. So fühlt sich Bertrand frei für eine neue Liebesbeziehung in Paris.
Die Nachbarn Véro und Jérôme haben dagegen ganz elementare Probleme. Jérôme ist arbeitslos und schlägt sich mit einem Job als Gaszählerableser durch. Vor Véro und Sohn Loic versucht er seine Arbeitslosigkeit geheim zu halten, weil er das Gefühl hat ein Versager zu sein. Da Véro mit den Nachbarn mithalten will, landen beide Familien im selben Urlaubsort. Lügen und Täuschungen sind fortan an der Tagesordnung und ebenso wie zahlreiche Fehler, Missverständnisse und Überraschungen unvermeidlich.

## Kritik
„Eine gallige Beziehungskomödie, die bei aller Boshaftigkeit Verständnis für die Irrungen und Wirrungen der Protagonisten aufbringt. Der überaus witzige Film wird von einem hervorragenden Darsteller-Ensemble getragen.“

TV Today wertete: „Getarnt als Urlaubsflirtburleske, philosophiert der Film über die wahre Liebe: Ist sie möglich, in einer Welt, in der der schöne Schein regiert? Um dies herauszufinden, fährt die Satire viel Personal auf.“
prisma.de schrieb kurz: Der Regisseur „inszenierte […] mit leichter Hand einen überaus witzigen Liebesreigen, bei dem jeder auf seine Weise liebt, küsst und mit Augenzwinkern stete Treue schwört.“

## Auszeichnungen
Bei den Césars 2003 wurde Karin Viard als beste weibliche Nebendarstellerin ausgezeichnet. Gaspard Ulliel gewann für seine Darstellung den Prix Lumières als bester Nachwuchsdarsteller.